# Kerpen (Eifel)
Kerpen település Németországban, Rajna-vidék-Pfalz tartományban. Lakosainak száma 469 fő (2023. december 31.).

## Népesség
A település népességének változása:
| Lakosok száma | 485  | 466  | 476  | 455  | 442  | 469  |
|               | 1975 | 2017 | 2019 | 2021 | 2022 | 2023 |